# No show
Een no show, ook geschreven no-show, houdt in dat iemand niet komt opdagen op een afspraak, zoals bij een arts, een rechtbank, een geboekte reis of voorstelling, zonder tijdig te annuleren.
De term wordt bijvoorbeeld gebruikt in de luchtvaart, als een reiziger, die voor zijn vlucht wel een reservering heeft gemaakt en daarvoor heeft betaald, niet komt opdagen. Men heeft bijvoorbeeld zijn vliegtuig gemist of heeft plotseling andere plannen gemaakt.

## Overboeking
Een aanbieder van diensten houdt soms rekening met no show, door overboeking (zie aldaar).

## Kosten voor de wegblijvende persoon
Als het gaat om iets dat geld kost moet de wegblijvende persoon vaak het gehele bedrag betalen (dus als men vooruitbetaald heeft krijgt men niets terug, en anders moet men alsnog betalen). Ook komt het voor dat men een lager bedrag betaalt, of een vast bedrag terwijl de kosten als men wel gekomen was kunnen variëren (zoals bij een arts).
In de luchtvaart kan het gebeuren dat het hele ticket ongeldig wordt. Als iemand bij de heenreis niet komt opdagen, wordt de terugreis ongeldig.